# Matete
De gemeente Matete is een gemeente in het district Mont-Amba in de stadsprovincie Kinshasa, hoofdstad van de Democratische Republiek Congo.
Matete is gelegen ten zuidoosten van het stadscentrum van Kinshasa. Het is een van de nieuwe nederzettingen, omringd door de gemeenten Kisenso, Lemba, Limete en Ndjili. De gemeentegrens tussen Matete en Ndjili wordt gevormd door de rivier Ndjili. De op twee na grootste markt van de stad Kinshasa bevindt zich in de gemeente Matete.
| \| De 4 districten en 24 gemeentes van Kinshasa \| |                   |  |
| District Lukunga District Funa District Mont-Amba District Tshangu Brazzaville Kongo Pool Malebo M'Bamou Baai van Ngaliema Gombe Barumbu Kin. Ling. K.-V. Ng.-Ng. Kal. Banda- lungwa Kintambo Ngaliema Selembao Bumbu Makala Ngaba Lemba Limete Matete Kisenso Masina Ndjili Kimbanseke Nsele Mont-Ngafula N. M.-N. Ns. Kim. Maluku |                   |  |
| afkortingen: stadscentrum: Kinshasa (Kin.), Kasa-Vubu (K.-V.), Lingwala (Ling.), Ngiri-Ngiri (Ng.-Ng.) provinciekaart: Ngaliema (N.), Mont-Ngafula (M.-N.), Kimbanseke (Kim.), Nsele (Ns.) |                   |  |
| De 4 districten en 24 gemeentes van Kinshasa | Vlag van Kinshasa |  |